# Massimiliano Papis
Massimiliano Papis va ser un pilot de curses automobilístiques Italià que va arribar a disputar curses de Fórmula 1.
Va néixer el 22 de desembre del 1969 a Como, Itàlia.

## A la F1
Massimiliano Papis va debutar a la vuitena cursa de la temporada 1995 (la 46a temporada de la història) del campionat del món de la Fórmula 1, disputant el 16 de juliol del 1995 el G.P. de la Gran Bretanya al circuit de Silverstone.
Va participar en un total de set curses puntuables pel campionat de la F1 disputades totes a la temporada 1995 aconseguint una setena posició com millor classificació en una cursa i no assolí cap punt vàlid pel campionat del món de pilots.

## Resultats a la Fórmula 1
| Any  | Equip         | Xassís   | Motor | 1   | 2   | 3   | 4   | 5   | 6   | 7   | 8      | 9       | 10      | 11      | 12    | 13      | 14     | 15  | 16  | 17  | Posició | Punts |
| ---- | ------------- | -------- | ----- | --- | --- | --- | --- | --- | --- | --- | ------ | ------- | ------- | ------- | ----- | ------- | ------ | --- | --- | --- | ------- | ----- |
| 1995 | Footwork Hart | Footwork | Hart  | BRA | ARG | SMR | ESP | MON | CAN | FRA | GB Ret | ALE Ret | HON Ret | BEL Ret | ITA 7 | POR Ret | EUR 12 | PAC | JAP | AUS | -       | 0     |

### Resum
| Curses: | Victòries: | Pòdiums: | Poles: | Voltes ràpides: | Punts: |
| ------- | ---------- | -------- | ------ | --------------- | ------ |
| 7 (7)   | 0          | 0        | 0      | 0               | 0      |